# Tetrabezzia africana
Tetrabezzia africana är en tvåvingeart som beskrevs av Clastrier 1982. Tetrabezzia africana ingår i släktet Tetrabezzia och familjen svidknott.
Artens utbredningsområde är Guinea. Inga underarter finns listade i Catalogue of Life.